# The Seventh Prelude
The Seventh Prelude è un cortometraggio muto del 1914. Il nome del regista non viene riportato nei credit del film che, prodotto dalla Essanay Film Manufacturing Company e distribuito dalla General Film Company, aveva come interpreti Richard Travers, Bryant Washburn, Gerda Holmes, Thomas Commerford.

## Trama
L'investigatore privato Jack Gordon sta indagando su un omicidio che ha sconcertato la polizia.

## Produzione
Il film fu prodotto dalla Essanay Film Manufacturing Company.

## Distribuzione
Distribuito dalla General Film Company, il film - un cortometraggio di due bobine - uscì nelle sale cinematografiche degli Stati Uniti il 31 luglio 1914.